# Dosarele Secrete ale Câinilor Detectivi
The Secret Files of the Spy Dogs este un serial de desene animate, produs de Saban Entertainment, difuzat Fox Kids din 1998 până când a fost oprit în 1999. Serialul a fost despre Câinii Detectivi, o organizație secretă de câini spioni, dedicați să protejeze omul de rău. În România, serialul a fost difuzat de postul Fox Kids/Jetix. 
In anul 2001, cand Disney a cumparat Fox Kids Worldwide, acesta a devenit proprietarul librariei Fox Kids, care include totodata, continutul de la Saban Entertainment. Insa continutul nu este disponibil pe Disney+.

## Descriere Generală
Dosarele Secrete ale Câinilor Detectivi scot la iveală adevărul din spatele comportamentului ciudat al câinilor și ne formează o idee despre aventurile secrete ale celui mai puțin cunoscut grup de eroi din lume. Într-o lume periculoasă, omenirea a avut nevoie mereu de protectori.
Din fericire, are un prea bun prieten: câinele. Câinii din lume și-au unit în secret forțele și au format o frăție foarte serioasă de agenți secreți al cărei scop este să facă lumea un loc mai bun și mai sigur pentru oamenii nefericiți care își închipuie că sunt conducătorii regatului animalelor. Această frăție poartă numele de CIA - Agenția de Inteligență Canină, ai cărei membri sunt acei câini din rasa pudel, whippet sau beagle, îndrăzneți și curajoși, cunoscuți în întreaga lume sub numele de Câinii Detectivi. 

## Caractere
Toate animalele pot păși pe două picioare și vorbi. Primul sezon din Dosarele Secrete ale Câinilor Detectivi a folosit metoda tradițională de desenare, dar sezonul al doilea a folosit o metodă digitală.

### Personaje
- Dog Zero (voce: Adam West)

Rasă: Necunoscut

Casă: Necunoscut

Rank: Șef al câinilor detectivi

- Ralph (voce: Micky Dolenz)

Rasă: Mutt

Casă: America

Rank: Rang înalt între câinii detectivi

- Mitzy (voce: Mary Kay Bergman)

Rasă: Terrier

Casă: America

Rank: Rang înalt între câinii detectivi

- Scribble (voce: Micky Dolenz)

Rasă: Mutt

Casă: America

Rank: Câine în antrenament

- Angus

Rasă: Scottish Terrier

Casă: Scoția

Rank: Tehnologică
- VonRabie (voce: Jim Cummings)

Rasă: Pit Bull, Boxer, Rottweiler și Doberman

Casă: America (original din Australia) 

Rank: Operativ
- Câinii BARK squad - S.W.A.T.. Întotdeauna poartă veste și căști de protecție. Numele lor sunt Furry (lider), Dallas, Buck and Hatchet

### Alte personaje
- Ayanna

Rasă: Basenji

Casă: India

Rank: Operativ

- Chukchi

Rasă: Husky Siberian

Casă: Antarctica

Rank: Operativ la Ice Station Husky

- DahgChow

Rasă: Chow Chow

Casă: China

Rank: Operativ

- Erin

Rasă: Irish Setter

Casă: Irlanda

Rank: Operativ

### Personaje negative
- Baron Bone
- Catastrophe
- Colosatron
- D'Cell
- Ernest Anyway
- Ernst Stavro Blowfish
- Maws
- Mistress Pavlov
- Oatz Couture
- Porkzilla
- Space Slugs
- Spin Doctors
- The Flea nation

## Lista episoadelor
Sezonul 1 (1998-1999)
1. K-9 / Postal
2. Hair / Homework
3. Bone / Time
4. Spin / Earnest
5. Twilight / Fetch
6. Small / Water
7. I.H.R.F. / Oatz
8. D'Cell / Halfday
9. Pups / Zero (pre-empted)
10. Obedience / DoggyLand
11. Lunch / Iditarod
12. Porkzilla / Money
13. Mange / Scribble

Sezonul 2 (1999-2000)
1. Tusk / Install
2. Charlie / Automutt
3. Granny / Founders
4. Tail / Tomorrow
5. Howl / Thirteen
6. Escape / Exposed
7. Virgil / Bunny
8. DNA / Santa
9. B.A.R.K. / Being